# Egor Babaev
Egor Babaev, född 8 juli 1973 i Sankt Petersburg, är en professor i teoretisk fysik vid KTH. 

## Biografi
Babaev disputerade 2001 vid Uppsala universitet på en avhandling om supraledare och kvantkromodynamik. Efter att ha fortsatt som postdoktor vid Uppsala universitet var han mellan 2003 och 2006 vid Cornell University. Från 2006 var han verksam vid KTH, samtidigt som han mellan 2007 och 2013 också hade en tjänst som gästforskare vid University of Massachusetts Amherst. Mellan 2014 och 2015 var han docent vid KTH, och november 2015 utnämndes han till professor i teoretisk fysik.
Hans forskning har bland annat lett till upptäckten av en ny kategori supraledande material. De två former som var kända benämndes typ 1 och typ 2, varför Babaevs nyupptäckta kategori kom att kallas typ 1,5.

## Utmärkelser
- 2010 – Tage Erlanderpriset för "banbrytande teoretiska arbeten som förutsäger nya materietillstånd i form av supravätskor med nya kvantegenskaper."[9]
- 2015 – Göran Gustafssonpriset i fysik för "upptäckten av en helt ny kategori supraledare." [8]
- 2018 – invald i American Physical Society för "banbrytande bidrag till teorin om multicomponent superledare och superfluider"